# Tanja Žakelj
Tanja Žakelj, slovenska gorska kolesarka, * 15. september 1988, Kranj.
Je večkratna svetovna, evropska in državna prvakinja. Na  kolesarskem delu Poletnih olimpijskih iger 2012 v Londonu je z desetim mestom mestom dosegla najvišjo uvrstitev na OI v zgodovini slovenskega gorskega kolesarstva. Maja 2013 je v Novem Mestu na Moravskem Sloveniji priborila prvo zlato kolajno v svetovnem pokalu v olimpijskem krosu in ob tem kot prva Slovenka oblekla belo majico vodilne tekmovalke v skupnem seštevku. Sezono 2013 je kronala z zgodovinskim uspehom slovenskega gorskega kolesarstva - zmago v skupnem seštevku svetovnega pokala. Leta 2014 je prejela Bloudkovo plaketo za »pomemben mednarodni športni dosežek«.
Največji uspehi: 
OI:
30. mesto, Pariz 2024
21. mesto, Tokio 2020

13. mesto, Rio de Janeiro 2016 

10. mesto, London 2012 

SP: 

1. mesto, SP mlajše članice, Val di Sole 2008 

1. mesto, mladinsko SP, Rotoura 2006 

3. mesto, mladinsko SP, Livigno 2005 

4. mesto, Hafjell 2014 

4. mesto, SP mlajše članice, Mont St. Anne 2010 

5. mesto, Pietermaritzburg 2013 

EP: 

1. mesto, St. Wendel 2014 

1. mesto, Bern 2013 

1. mesto, mladinsko EP, Chies D'Alpago 2006 

2. mesto, EP mlajše članice, St. Wendel 2008 

3. mesto, Dohnany 2011 

3. mesto, EP mlajše članice, Haifa 2010 

4. mesto, Alpago 2015 

Svetovni pokal: 

1. mesto, Val di Sole 2013 

1. mesto, Nove Mesto 2013 

1. mesto, mlajše članice, Windham 2010 

2. mesto, Windham 2014 

2. mesto, mlajše članice, Houffalize 2010 

3. mesto, Mont Sainte Anne 2013 

4. mesto, Albstadt 2014 

4. mesto, Albstadt 2013 

5. mesto, Cairns 2014 

5. mesto, Andora 2013 

6. mesto, Windham 2015 

6. mesto, Mont St. Anne 2014 

6. mesto, Hafjell 2013 

7. mesto, Mont-Sainte-Anne 2016 

8. mesto, Andora, 2016 

9. mesto, Mont Sainte Anne 2015 

9. mesto, Offenburg 2011 

9. mesto, Mont St. Anne 2015 

9. mesto, Mont St. Anne 2011 

10. mesto, Windham 2010
Svetovni pokal - skupni seštevek: 

1. mesto v skupnem seštevku - 2013 

3. mesto v skupnem seštevku - 2014